# José Guillermo Cortines
José Guillermo Cortines (* 5. Dezember 1973 in Santo Domingo) ist ein dominikanischer Sänger und Schauspieler.
Cortines studierte an der Universidad Nacional Pedro Henríquez Ureña und schloss das Studium 1996 mit den Spezialgebieten Graphikdesign und Öffentlichkeitsarbeit ab. Daneben nahm er Gesangsunterricht bei Frank Ceara, María Remolá und Nadia Niccola. Seine musikalische Laufbahn begann er als Gitarrist in Rockbands. Anfang der 1990er Jahre moderierte er Fernsehsendungen wie Sin la Muela en Vivo, Cocoloco Internacional, Boulevard 37 und Bureo Café. Er trat in Miniserien wie Hasta que la Muerte nos Separe, Cuando llama el Amor, El Planeta und Apartamento 402 auf.
1997 war er in der Rolle des Tony Manero in Saturday Night Fever und des Rolf Grubber in The Sound of Music am Theater unter der Regie von Nuryn Sanlley erfolgreich. Amaury Sánchez produzierte mit ihm 2003 Sonido para una Imagen und 2005 Disco Forever. 2008 spielte er den Marius Pontmercy in Les Miserables und 2012 den Benny in La Barbería, einer Off-Broadway-Show in New York. Bei Telemundo und Univision übernahm er u. a. Rollen in den Serien Trópico, El Rostro de Analía, Amores de Luna, Más sabe el Diablo, Sacrificio de mujer, Eva Luna, Corazón Apasionado, Mia Mundo, Corazón Valiente, Mia Mundo 2, El Rostro de la venganza und Marido en alquiler. 2014 wirkte er in der Dominikanischen Republik an drei Spielfilmen mit: El Pelotudo, Codigo Paz und Pa'L Campamento.

## Quelle
- José Guillermo Cortines bei IMDb

| Personendaten    | Personendaten                           |
| ---------------- | --------------------------------------- |
| NAME             | Cortines, José Guillermo                |
| KURZBESCHREIBUNG | dominikanischer Sänger und Schauspieler |
| GEBURTSDATUM     | 5. Dezember 1973                        |
| GEBURTSORT       | Santo Domingo                           |